# Рот, Эрик
Эрик Рот (англ. Eric Roth, род. 22 марта 1945, Нью-Йорк) — американский киносценарист.

## Биография
Учился в Калифорнийском университете в Санта-Барбаре, Колумбийский университет и киношколе Калифорнийского университета в Лос-Анджелесе.
В 1995 году был удостоен премии «Оскар» за лучший адаптированный сценарий к фильму «Форрест Гамп».

## Избранная фильмография
- Убийцы цветочной луны (2023) — сценарист
- Дюна (2021) — сосценарист[2]
- Манк (2020) — продюсер
- Звезда родилась (2018) — сосценарист[3]
- Жутко громко и запредельно близко (2011) — сценарист
- Загадочная история Бенджамина Баттона (2008) — сосценарист
- Везунчик (2007) — сосценарист
- Ложное искушение (2006) — сценарист
- Мюнхен (2005) — сосценарист
- Али (2001) — сосценарист
- Свой человек (1999) — сосценарист
- Заклинатель лошадей (1998) — сосценарист
- Почтальон (1997) — сосценарист
- Форрест Гамп (1994) — сценарист
- Мистер Джонс (1993) — сосценарист
- Подозреваемый (1987) — сценарист
- Волки (1981) — сосценарист
- Аэропорт-79: «Конкорд» (1979) — сосценарист
- Луковое поле (1979) — сценарист

## Премии и номинации
- 2022 — номинация на «Оскар» в категории «Лучший адаптированный сценарий» (фильм «Дюна»)
- 2021 — номинация на «Оскар» в категории «лучший фильм» (фильм «Манк»)
- 2019 — номинация на «Оскар» в категории «Лучший адаптированный сценарий» (фильм «Звезда родилась»)
- 2009 — номинация на «Оскар» в категории «Лучший адаптированный сценарий» (фильм «Загадочная история Бенджамина Баттона»)
- 2006 — номинация на «Оскар» в категории «Лучший адаптированный сценарий» (фильм «Мюнхен»)
- 2000 — номинация на «Оскар» в категории «Лучший адаптированный сценарий» (фильм «Свой человек»)
- 1995 — премия «Оскар» в категории «Лучший адаптированный сценарий» (фильм «Форрест Гамп»)